# Brânzoaică
Brânzoaica (denumită și rătișă, grăbițel, palaneț, poale-n brâu, pampuschi) este un fel de plăcintă umplută cu brânză făcută din aluat dospit, fiind un preparat tradițional românesc. 
Se umplu de obicei cu brânză de vaci proaspătă (dar există și alte variante de umpluturi) și se coc în cuptor. Există doua variante principale de poale-n brâu: sărate (servite ca aperitiv) și dulci (ca desert). Tradițional, se ung cu smântână sau miere. Pot fi consumate calde sau reci. 

## Variante
Gastronomul Radu Anton Roman diferențiază rețetele de preparare a brânzoaicelor (muntenești, de Brăila) de cea a poalelor în brâu. În DEX, acestea sunt definite ca fiind „plăcinte cu brânză făcute dintr-o foaie de aluat pătrată, ale cărei colțuri se aduc peste umplutură, formând un fel de plic”.
Există în prezent diverse varietăți de brânzoaice (după formă sau compoziție), mai mult sau mai puțin tradiționale, printre care:
- cu brânză de vaci dulce (proaspătă), uneori cu alte adaosuri precum 
  - stafide
  - mere
  - griș și vanilie

- cu brânză de burduf și mărar (uneori și cu ceapă verde)
- cu urdă
- cu brânză de capră
- cu aluat foietat (rețetă vieneză)
- ochi de bou (cu mai multă umplutură și mai puțin aluat)
- melci (brânzoaice răsucite)

## Denumire
Originea numelui „brânzoaice” (sau „brânzoici”) este evidentă. De asemenea, denumirea poate conține o indicație a originii (muntenești, dobrogene, maramureșene, de Brăila etc.).
Denumirea moldovenească „poale-n brâu“ provine din modul de împachetare (respectiv dinspre margine spre centrul plăcintei), prin plierea aluatului peste compoziție, astfel încât acesta să nu iasă din aluat în timpul tratamentului termic.
„Trăgeam deja cu coada ochiului – să nu mă vadă mama și să mă cârpească – la pulpele vânjoase și albe, dezvelite de fetele și femeile din Ohaba când ieșeau la pârâu să bată rufele cu maiul, așa că ideea unei plăcinte „Poale-n brâu” nu putea să-mi dea decât vise fierbinți și insomnii active. Vai, greșeam...”—Radu Anton Roman, „Bucate, vinuri și obiceiuri românești”, p. 252

## Obiceiuri și tradiții
În Moldova, se dau de pomană la Moșii de iarnă. În Oltenia, se gătesc și se consumă în mod tradițional în Săptămâna albă.